# Gare de Tourcoing
Gare de Tourcoing vasútállomás Franciaországban, Tourcoing településen.

## Vasútvonalak
Az állomást az alábbi vasútvonalak érintik:
- Fives-Mouscron-vasútvonal
- Somain-Halluin-vasútvonal

## Kapcsolódó állomások
A vasútállomáshoz az alábbi állomások vannak a legközelebb:
- Gare de Roubaix
- Mouscron railway station (Kortrijk railway station)